# Жаботинский Онуфриевский монастырь
Жаботинский Свято-Онуфриевский монастырь — православный мужской монастырь св. Онуфрия, расположенный в 1,8 км к востоку от центра с. Чубовка Черкасской области (Украина), в урочище Ветряная Гора, у реки Жаботинки. Носит имя одного из самых распространенных святых в украинской иконописи XVII—XVIII веков «Отшельника» Преподобного Онуфрия Великого.
Время основания монастыря неизвестно, но в 1706 году киевский митрополит Варлаам (Ясинский) просил для монастыря поддержки у гетмана И. Мазепы.

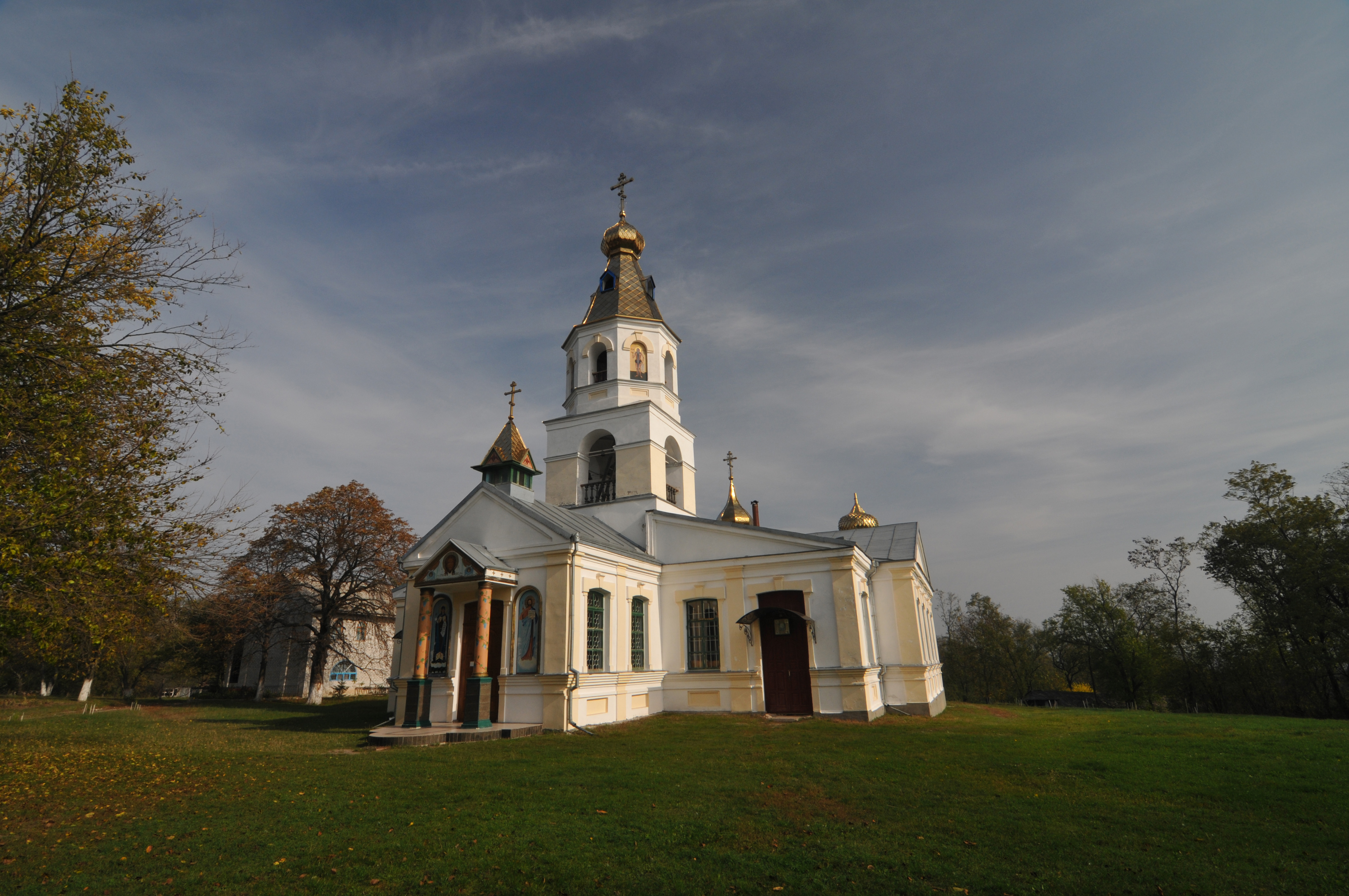
Церковь Святого Онуфрия

В 1711 году здесь был построен каменный храм во имя преподобного Онуфрия Великого. В 1752 году монастырю оказал материальную помощь Чигиринский староста Я. Яблоновский. В 1758—1762 годах был возведен деревянный Свято-Успенский собор с боковыми алтарями Николая Чудотворца и великомученицы Варвары.
В обители было два храма: деревянный соборный храм Успения Богоматери и каменная теплая церковь во имя преподобного Онуфрия Великого, существующая с 1811 года. В монастыре хранились две чудотворные иконы: Успения Божией Матери и преподобного Онуфрия Великого.
При монастыре была «школы грамотности». Есть сведения, что около 1875 года здесь уже функционировала школа, по просьбе настоятеля Пахомия в 1875 году была основана и школа иконописи.
В 1928 году монастырь был закрыт. В 1993 году возрожден. В настоящее время принадлежит Украинской православной церкви (Московского патриархата).